# Marion Stokes
Marion Marguerite Stokes (née Butler) (Filadelfia, Pensilvania, Estados Unidos; 25 de noviembre de 1929 – ibidem, 14 de diciembre de 2012) fue empresaria, inversionista, activista por los derechos civiles, bibliotecaria y archivista prolífica estadounidense, especialmente conocida el archivo que creó con cientos de miles de horas de televisión.  En este archivo se pueden encontrar imágenes de noticias que abarcan 35 años, desde 1977 hasta su muerte en 2012. En aquel momento tenía nueve propiedades y tres espacios donde almacenaba su colección y archivo.  Según la reseña de The Los Angeles Review of Books del documental Recorder de 2019, el enorme proyecto de Stokes, de grabar el ciclo de noticias de 24 horas, "representa un caso convincente de la importancia del archivo de guerrilla". 